# HBO Max
HBO Max (anteriormente Max) é um serviço de streaming de vídeo por assinatura sob demanda norte-americano. É de propriedade da Warner Bros. Discovery (WBD), um dos principais conglomerados de mídia e de entretenimento global. A plataforma oferece conteúdos da Warner Bros., Discovery Channel, HBO, TNT, CNN, Cartoon Network, Adult Swim, Animal Planet, Eurosport e suas marcas relacionadas. Lançado pela primeira vez nos Estados Unidos em 27 de maio de 2020, o serviço também oferece programação original inédita sob o título de "Max Originals".
O serviço foi planejado para suceder o HBO Now, um serviço de video sob demanda anterior da HBO; e HBO Go, a plataforma de streaming TV Everywhere para assinantes de televisão paga da HBO. Nos Estados Unidos, os assinantes do HBO Now e os assinantes de televisão paga da HBO foram migrados para o HBO Max sem custo adicional na época. O HBO Max também substituiu o serviço de streaming DC Universe da DC Entertainment, com suas séries originais sendo migradas para o HBO Max como Max Originals. O serviço se expandiu para exterior e chegou na América Latina (que inclui o Brasil) e no Caribe no dia 29 de junho de 2021, substituindo o HBO Go. Em Andorra, Espanha e países nórdicos (excluindo Islândia) foi lançado em 26 de outubro de 2021, enquanto em Portugal chegou no dia 8 de março de 2022, assim como em alguns outros territórios europeus da Europa Central e Oriental. Em outros países, os programas originais HBO e HBO Max foram licenciados para redes de terceiros e serviços de streaming sob acordos de longo prazo. Nesses casos, a HBO Max na época deixou para cada detentor de direitos decidir se ofereceria sua programação em serviços OTT. A extensão e a duração dos negócios variam de acordo com o país.
De acordo com a AT&T, HBO e HBO Max tinham um total combinado de 69,4 milhões de assinantes pagantes globalmente em 30 de junho de 2021, incluindo 43,5 milhões de assinantes do HBO Max nos EUA, 3,5 milhões de assinantes apenas do HBO nos EUA (principalmente clientes comerciais, como hotéis) e 20,5 milhões de assinantes do HBO Max ou da própria HBO em outros países. No final de 2021, a HBO e a HBO Max tinham um total combinado de 73,8 milhões de assinantes globais pagantes. No final do primeiro trimestre de 2022, a HBO e a HBO Max tinham 76,8 milhões de assinantes globais.
Desde a fusão em abril de 2022 da WarnerMedia com a Discovery, Inc. para formar a Warner Bros. Discovery, o HBO Max era um dos dois principais serviços de streaming da empresa combinada, sendo o outro o Discovery+ (que se concentra principalmente na programação factual das marcas Discovery). A WBD anunciou inicialmente planos para a fusão do HBO Max e do Discovery+ em 2023, mas a empresa acabou optando por manter o Discovery+ de forma separada. A WBD substituiu o HBO Max por um serviço recém-renomeado que foi lançado primeiro nos Estados Unidos em 23 de maio de 2023, encurtando o nome do serviço para "Max", apresentando uma interface de usuário redesenhada e adicionando mais conteúdo Discovery entre outras novas séries e filmes. Porém, em 14 de maio de 2025, a Warner Bros. Discovery voltou atrás em sua decisão de qual nome seria melhor para o serviço, e anunciou o retorno do nome antigo: Max para HBO Max; a mudança ocorreu em 9 de julho de 2025 e foi oficializada com um novo logotipo.

## História

### Como HBO Max

Logotipo da HBO Max usado de 29 de outubro de 2019 a 22 de maio de 2023, nos Estados Unidos

Em 10 de outubro de 2018, a WarnerMedia anunciou que lançaria um serviço de streaming OTT no final de 2019, com conteúdo de suas marcas de entretenimento. O plano original do serviço previa três níveis com um lançamento no final de 2019. Randall L. Stephenson, chairman e CEO da WarnerMedia, AT&T, indicou em meados de 2019 que usaria a marca HBO e se ligaria a operadoras de cabo, pois os assinantes de cabo da HBO teriam acesso ao serviço de streaming. Um beta era esperado no quarto trimestre de 2019 e o lançamento completo no primeiro trimestre de 2020 na época. A Otter Media foi transferida da Warner Bros em maio de 2019 para a WarnerMedia Entertainment para assumir o serviço de streaming, enquanto Brad Bentley, vice-presidente executivo e gerente geral do desenvolvimento direto ao consumidor, saiu do cargo após seis meses. Andy Forssell deixou de ser diretor de operações da Otter Media para substituir a Bentley como vice-presidente executivo e gerente geral, enquanto ainda se reportava ao CEO da Otter, Tony Goncalves, que lideraria o desenvolvimento.
Em 9 de julho de 2019, a WarnerMedia anunciou que o serviço seria conhecido como "HBO Max" e seria lançado na primavera estadunidense de 2020, enquanto Reese Witherspoon e Greg Berlanti, do Hello Sunshine, assinavam acordos de produção para o serviço. (O apelido "Max" é compartilhado com o serviço de televisão paga linear irmã da HBO, Cinemax, que tem sido identificado alternadamente por seu nome de sufixo desde meados da década de 1980). Em 29 de outubro, 2019, foi anunciado que o HBO Max seria oficialmente lançado em maio de 2020. Em 8 de janeiro de 2020, a AT&T anunciou que o Audience, um canal exclusivo para assinantes de provedores de televisão de propriedade da AT&T, como a DirecTV, com alguma programação original, encerraria as operações em seu formato atual com o lançamento do HBO Max e se tornará um canal barker.
A Warner Bros. e HBO Max anunciaram em 5 de fevereiro de 2020 o estúdio de cinema "Warner Max", que produzirá de oito a dez filmes de orçamento médio por ano para o serviço de streaming a partir de 2020. Em abril de 2020, a WarnerMedia anunciou que a data de lançamento do HBO Max seria 27 de maio. Mais tarde naquele ano, em 23 de outubro, foi anunciado que a WarnerMedia decidiu consolidar o selo Warner Max no Warner Bros. Pictures Group após seu presidente Toby Emmerich e sua equipe de desenvolvimento e produção liderada por Courtenay Valenti, da Warner Bros. Pictures, Richard Brener da New Line e Walter Hamada, que supervisiona filmes baseados em DC, foi designado para supervisionar toda a produção de filmes da empresa, tanto os lançamentos nos cinemas quanto em streaming. Em 23 de abril de 2021, a WarnerMedia anunciou que o Adult Swim se fundiria com as equipes de desenvolvimento de animação para adultos da HBO Max, sob a liderança de Suzanna Makkos.

### Início da Warner Bros. Discovery
Em maio de 2021, a AT&T decidiu sair do negócio de entretenimento e anunciou a retirada de sua participação acionária na WarnerMedia e sua fusão com a Discovery Inc. para formar um novo conglomerado de mídia de capital aberto chamado Warner Bros. Discovery (WBD). Já em julho de 2022, como parte de um corte de custos e movimento estratégico após a fusão da Discovery, Inc. com a WarnerMedia para formar a WBD, foi relatado que a HBO Max havia interrompido o desenvolvimento de novas séries originais na Europa Central, Europa Nórdica, Holanda e Turquia, além de remover séries internacionais selecionadas da plataforma em todo o mundo. Foi relatado que a França e a Espanha foram amplamente excluídas desses cortes, devido aos regulamentos franceses que exigem que os serviços de streaming produzam conteúdo doméstico e o conteúdo em espanhol atrai uma ampla gama de mercados atendidos pela HBO Max. Com o cancelamento de Gordita Chronicles no final daquele mês, foi relatado que o serviço também estava abandonando o desenvolvimento de programas infantis e familiares em live-action.
Em 3 de agosto de 2022, foi relatado que vários filmes Max Original e séries da HBO foram silenciosamente removidos do serviço sem aviso prévio, como parte de cortes em filmes diretos para streaming, bem como em filmes e séries cancelados que tiveram um desempenho inferior aos prejuízos fiscais. Isso se seguiu às notícias divulgadas no dia anterior de que os filmes da Max Original Batgirl e Scoob!: Holiday Haunt foram cancelados abruptamente, apesar de estarem quase completos. Durante uma teleconferência no dia seguinte, o CEO da WBD, David Zaslav, afirmou que a empresa cortaria a programação infantil e enfatizaria filmes teatrais em vez de lançamentos diretos para streaming.
Mais tarde naquele mês, mais programas foram retirados do serviço de streaming, incluindo séries animadas e improvisadas, como The Not-Too-Late Show with Elmo, Final Space, Summer Camp Island, Infinity Train, Close Enough e quase 200 episódios de Vila Sésamo, entre outros, que foi recebido com forte reação de fãs, críticos, atores e criadores. Em 24 de agosto de 2022, os filmes originais da HBO Max, House Party (que foi retirado do catálogo apenas 17 dias antes de seu lançamento) e Evil Dead Rise foram transferidos para lançamentos nos cinemas. Mais tarde, a WBD fechou acordos de licenciamento com os serviços gratuitos de streaming de televisão com suporte de anúncios (FAST) The Roku Channel e Tubi (de propriedade da Fox Corporation) em 2023; o acordo cobre mais de 2.000 horas de programação de biblioteca, algumas das quais sendo programas que foram retirados do HBO Max. Durante seu relatório de ganhos do terceiro trimestre em novembro de 2022, a WBD afirmou que o serviço resultante da fusão agora visava um lançamento na "primavera de 2023" nos Estados Unidos, antes do cronograma original. Perrette também afirmou sobre um potencial aumento de preço para o nível sem anúncios da HBO Max em 2023, explicando que era "uma oportunidade, particularmente neste ambiente".

### Relançamento como Max

Logo da Max usado de abril de 2023 até 30 de março de 2025

No segundo semestre de 2021, JB Perrette, presidente e CEO da Discovery Streaming and International, afirmou que a WBD pretendia fundir o HBO Max da WarnerMedia com o Discovery+ da Discovery, inicialmente como um pacote de produtos adicionais antes de finalmente consolidar os dois. O diretor financeiro da Discovery, Gunnar Wiedenfels, posteriormente repetiu esses comentários. A aquisição foi concluída em abril de 2022, com o ex-CEO da Discovery, David Zaslav, nomeado presidente e CEO da empresa combinada. Perrette, agora presidente e CEO da divisão global de streaming e jogos da WBD, disse aos investidores durante uma teleconferência trimestral de agosto que a empresa esperava lançar o serviço combinado em meados de 2023, começando nos Estados Unidos. Em novembro, a data de lançamento prevista havia mudado para o início de 2023. A CNBC informou no mês seguinte que o serviço combinado estava sendo referido internamente como "BEAM", com os executivos da empresa considerando uma infinidade de nomes para a plataforma. "Max" foi relatado como o principal candidato, enquanto a interface foi considerada semelhante à do serviço de streaming Disney+ da Walt Disney Company.
Em fevereiro de 2023, o The Wall Street Journal informou que os executivos do WBD abandonaram os planos de encerrar o Discovery+ como parte da fusão HBO Max-Discovery +, optando por continuar a oferecê-lo como um serviço autônomo em conjunto com o serviço combinado. Zaslav revelou durante a teleconferência daquele mês que a WBD anunciaria oficialmente o serviço em 12 de abril. Um dia antes do anúncio agendado, o The New York Times confirmou que o serviço seria chamado de "Max" e que manteria o preço existente do HBO Max e estaria disponível em vários níveis de preço. A WBD revelou o Max em um evento para a imprensa no dia seguinte, conforme o programado, com o serviço para ser lançado primeiro nos EUA em 23 de maio. A WBD adquiriu o nome de domínio max.com no início daquele ano da Max International, uma empresa de suplementos nutricionais.
Perrette explicou que a marca HBO foi retirada do nome do serviço para que pudesse ser associada à sua programação original como uma marca de conteúdo no Max, em vez de ter que ser associada à totalidade de sua biblioteca (que inclui programação infantil e familiar que estava em desacordo com a HBO ter sido tradicionalmente associada à programação voltada para adultos). As ações da WBD caíram quase 6% após o anúncio do Max. A empresa comprometeu uma quantia significativa de dinheiro para comercializar o lançamento do novo serviço, o maior da história da empresa.

### Retorno da marca HBO Max

Último logotipo usado pela "Max" em 2025, antes do site voltar a ser chamado "Hbo Max"

No dia 14 de maio de 2025, a Warner Bros. Discovery anunciou que o serviço iria voltar a ser chamado de HBO Max. A mudança de nome para HBO Max visa capitalizar o reconhecimento e prestígio associados à marca HBO, conhecida por sua programação de alta qualidade. De acordo com o CEO da WBD, David Zaslav, a marca HBO simboliza qualidade e é um diferencial competitivo no mercado de streaming. A tentativa de atrair um público mais amplo com conteúdos variados não teve o impacto desejado, o que levou a empresa a focar novamente em conteúdos que destacam a excelência da HBO, como séries originais e produções de alto orçamento. Em 10 de junho de 2025, foi anunciado que o serviço expandirá sua presença global para 12 países na Europa Oriental e Ásia Central, utilizando a marca "HBO Max". O lançamento nessas regiões ocorrerá em julho de 2025. Em 8 de julho de 2025, foi anunciado que o serviço de streaming começará a reverter seu nome para "HBO Max" em 9 de julho de 2025, nos territórios SVOD que atualmente usam a marca "Max".

## Conteúdo
Max apresenta conteúdo inédito, da biblioteca da HBO e de outros estúdios e marcas de cinema e televisão da Warner Bros.. O serviço também inclui filmes disponíveis por meio dos direitos de televisão paga existentes da HBO, provenientes da Warner Bros. Pictures e de estúdios terceirizados, como Summit Entertainment, Universal Pictures e 20th Century Studios (os três últimos tiveram seus respectivos acordos de produção com a HBO até 2022).
Tal como acontece com outras plataformas de streaming da HBO, HBO Go e HBO Now (mas ao contrário de suas plataformas nos canais de TV da Apple e canais de vídeo da Amazon), o Max não inclui feeds dos canais a cabo lineares da HBO, nem qualquer conteúdo do Cinemax. Embora o Cinemax compartilhe seu conteúdo de filme com o canal linear HBO e, portanto, a maioria dos filmes na biblioteca combinada estará em ambos os serviços em janelas diferentes, esses filmes não estarão necessariamente disponíveis no Max e no Cinemax ao mesmo tempo. O presidente e CEO da AT&T, Randall L. Stephenson, não descartou a adição de conteúdo ao vivo da Turner Sports no futuro (como NBA na TNT, Major League Baseball na TBS e NCAA March Madness). Em 21 de abril de 2023, a Warner Bros. Discovery Latin América anunciou o fim do aplicativo Estádio TNT Sports, marcado para 30 de junho do mesmo ano. A partir desta data, segundo o conglomerado, a transmissão da programação da TNT Sports será transferida para ao então HBO Max.

### Provedores de Conteúdo
Provedores de conteúdo próprios e terceirizados para Max. O asterisco (*) denota terceiros enquanto a cruz (†) denota ex-provedores.
- Adult Swim
- All3Media
- Animal Planet
- Asian Food Network
- Bad Robot Productions*[63]
- BBC*
- Boomerang
- Cartoon Network
- Cartoonito[63][69]
  - Mattel Television* (América e Europa)
  - Sesame Workshop* (América[a])[70][71]
- CNN[63]
- Comedy Central*[63]
- Cooking Channel
- The Criterion Collection*
- Crunchyroll*[63] †
- The CW[63]
- DC Entertainment[63]
- Discovery Channel
- Discovery Family/Kids
- Eurosport
- Food Network
- GKIDS*[63][72]
- HBO[63]
- Hello Sunshine*
- HGTV
- HLN
- Investigation Discovery
- Magnolia Network
- Metro-Goldwyn-Mayer*
- New Line Cinema[63]
- Rooster Teeth[63]
- Rede Bandeirantes* (No Brasil) [73]
- Sky UK*
- Sony Pictures* (Europa Central e Oriental)[74]
- Studio Ghibli* (através do GKIDS)[63]
- TBS[63]
- TNT[63]
- TruTV[63]
- Turner Classic Movies[63]
- Turner Entertainment Co.[63]
- TV Globo* (na América Latina e Caribe, exceto Brasil)[75]
- Warner Bros. (exceto o conteúdo da Warner Bros. Japão e Taiwan, que atualmente é lançado através da Netflix e Disney+)[63]
- Wizarding World

### Max Originals
O conteúdo original produzido pelo serviço de streaming terá o crédito "Max Originals", incluindo séries, filmes e especiais. Cada episódio original de uma série é lançado semanalmente, evitando o lançamento completo de uma temporada de todos como o formato popularizado pela Netflix. Kevin Reilly disse que isso era para garantir que os originais permanecessem no centro das atenções por longos períodos, permitindo que os programas "respirassem". Ele também observou que o programa semanal ajudou a alimentar o sucesso de programas anteriores da HBO, como Chernobyl, que eles co-produziram com a Sky UK e se tornaram sucessos precisamente devido ao seu poder de permanência. Em 5 de fevereiro de 2020, a Warner Bros. anunciou que formaria um novo selo conhecido como Warner Max para produzir de 8 a 10 filmes de orçamento médio para o serviço anualmente. Uma lista de 31 séries originais foi planejada para seu primeiro ano, com planos de expansão para 50 no próximo ano, mas os cronogramas de produção podem ter sido interrompidos pela pandemia de COVID-19. A HBO Max também disponibiliza podcasts sobre filmes e séries de TV no serviço.
No segundo sementes de 2022, após a confirmação de unificação dos streamings HBO Max e Discovery+, vários conteúdos foram cancelados e excluídos do catálago pela Warner Bros. Discovery, incluindo produções com o selo Max Originals, como o filme Convenção das Bruxas e programas como Jornada Astral e Sandy+Chef. O longa previsto para lançamento na plataforma da HBO Max, Batgirl, também foi cancelado. Desde então, a empresa passou a retirar vários conteúdos de seu catálogo alegando ser devida a fusão dos serviços.

### Direitos adquiridos
Em 9 de julho de 2019, a HBO Max adquiriu os direitos de transmissão para os Estados Unidos de Friends em um negócio de US$ 425 milhões, e em 17 de setembro do mesmo ano, adquiriu os direitos de transmissão, para o mesmo país, de The Big Bang Theory por um contrato recorde de US$ 500 milhões. Como parte do acordo, os direitos também se estendem ao canal TBS até 2028.
Fora da WarnerMedia, o serviço também oferece títulos da The Criterion Collection e tem uma parceria de longo prazo com a BBC Studios (com a qual a HBO fez parceria para criar His Dark Materials). Mais de 700 episódios de conteúdo produzidos pela BBC foram programados para estarem disponíveis no serviço em seu lançamento, incluindo as primeiras 11 temporadas do revival de 2005 do "Doctor Who", bem como temporadas futuras, e uma variedade de outros programas, incluindo Luther, The Honourable Woman, Top Gear e a versão do Reino Unido de The Office. Além disso, os programas futuros da BBC Studios serão co-produzidos com a HBO Max. HBO também estendeu sua parceria existente com a Sesame Workshop, ao mesmo tempo em que levou esse conteúdo para a vanguarda da marca HBO Max. Alguns episódios de todas as cinquenta temporadas de Vila Sésamo (que datam de 1969) estão disponíveis para transmissão no serviço pela primeira vez. Além disso, as futuras temporadas de Vila Sésamo irão ao ar exclusivamente na HBO Max, junto com "Esme & Roy", e vários novos spin-offs começando com The Not-Too-Late Show com Elmo, Mecha Builders e The Monster at the End of This Story.
Em novembro de 2021, a HBO Max adquiriu os direitos das novelas e séries da TV Globo do Brasil para serem exibidos apenas na América Latina e Caribe. Em fevereiro de 2022, a Sony Pictures e a WarnerMedia anunciaram que estenderão seu acordo para transportar filmes de suas subsidiárias em sua janela de direitos de televisão paga na Europa Central e Oriental, juntamente com a biblioteca de séries de televisão produzidas por sua empresa irmã Sony Pictures Television Studios. O acordo também incluirá os direitos de seus lançamentos a partir de 2022 para transmissão em seus canais e será transmitido no HBO Max em toda a Europa Central e Oriental.

### Animações
O serviço também apresenta muitos hubs para programação animada, tirando em grande parte das bibliotecas da Warner Bros. Animation (incluindo a franquia Looney Tunes e produções da Hanna-Barbera, como os desenhos de Scooby-Doo, Tom e Jerry e Tex Avery também) e Cartoon Network, juntamente com Adult Swim. As séries animadas originais (incluindo os especiais de epílogo de Adventure Time: Distant Lands, Jellystone!, Looney Tunes Cartoons, continuações de Infinity Train e Summer Camp Island, e um reboot de The Boondocks produzido pela Sony Pictures Animation) para ambas as seções da rede também foram anunciado para HBO Max, e o serviço derrotou concorrentes para adquirir direitos exclusivos de streaming doméstico para Trey Parker e ''South Park de Matt Stone e suas próximas três temporadas, em um acordo compartilhado com a Paramount's Comedy Central (que a Warner costumava ter metade da propriedade do Comedy Central de 1991 a 2003) por US$ 500 milhões (com novos episódios sendo adicionados 24 horas após sua estreia no Comedy Central). A empresa parceira da Otter Media, Rooster Teeth, também contribui com conteúdo, com a segunda temporada de Gen:Lock sendo um exclusivo cronometrado para HBO Max. A HBO Max adquiriu os direitos de transmissão de várias séries do Comedy Central, incluindo Awkwafina Is Nora from Queens, South Side e The Other Two; com os dois últimos tornando-se a série "Max Originals".

## Áreas servidas

### Estados Unidos
Ao anunciar a HBO Max, a WarnerMedia confirmou imediatamente que os assinantes da HBO em plataformas de propriedade da AT&T (incluindo AT&T TV, DirecTV, U-verse e AT&T Mobility) receberão HBO Max no lançamento sem custo adicional. Os clientes da AT&T que assinaram seus planos de internet, TV e wireless de nível mais alto também receberão HBO Max gratuitamente, enquanto aqueles com planos de nível inferior terão uma avaliação gratuita de um mês a um ano. Os assinantes existentes do HBO Now cobrados diretamente pela HBO também foram migrados para o HBO Max no lançamento, sem custo adicional. Em 27 de abril de 2020, um acordo foi anunciado para os assinantes do HBO Now via Apple (tanto no aplicativo quanto nos canais de TV da Apple) para migrar para o HBO Max. O conteúdo da HBO Max será listado no aplicativo da Apple TV junto com um hub HBO Max dedicado no aplicativo. Em dispositivos Apple TV, o HBO Max está disponível para a Apple TV regular de quarta geração e a Apple TV 4K de quinta geração; versões anteriores que não suportam download de aplicativos de terceiros não são suportadas.
A WarnerMedia posteriormente negociou com outros provedores de TV paga acordos semelhantes. Em 20 de fevereiro de 2020, a WarnerMedia anunciou um acordo de distribuição com o YouTube TV que permitiria aos membros adicionar HBO e Cinemax, ao mesmo tempo que seria capaz de incluir HBO Max como um complemento. Em 20 de maio de 2020, foi anunciado que a WarnerMedia havia feito acordos de distribuição com a Altice USA, Cox Communications, Xbox, Samsung, PlayStation, Verizon Communications e a National Cable Television Cooperative (NCTC). Um acordo com a Comcast (Xfinity) foi anunciado algumas horas após o lançamento da plataforma. HBO Max também está disponível no Xfinity Flex e Cox Contour Stream Player. Em 16 de novembro de 2020, foi anunciado que a WarnerMedia e a Amazon haviam chegado a um acordo para disponibilizar o HBO Max nos dispositivos Fire TV e Fire Tablet a partir do dia seguinte, enquanto também permitia aos assinantes da HBO via Prime Video Channels acesso ao aplicativo HBO Max sem nenhum custo extra (embora a programação Max adicional ainda não seja hospedada na plataforma Prime Video Channels).
Em 16 de dezembro de 2020, foi anunciado que a WarnerMedia e a Roku chegaram a um acordo para disponibilizar o HBO Max em dispositivos Roku a partir do dia seguinte, além de permitir aos assinantes da HBO via Roku Channels acesso ao aplicativo HBO Max sem custo extra (embora a programação adicional do Max ainda não seja hospedada na plataforma Roku Channels); por outro lado, os controles remotos Roku dos últimos cinco anos, que incluíam um botão de atalho do aplicativo HBO Now, agora direcionam os espectadores diretamente para o aplicativo HBO Max. Dish Network também foi erroneamente mencionado como um obstáculo em alguns relatórios da mídia; A HBO não está disponível na Dish desde o final de 2018 devido a uma disputa separada. Em 29 de julho de 2021, a WarnerMedia e a Dish anunciaram que chegaram a um acordo para resolver a disputa e restaurar a HBO ao serviço de satélite da Dish, além de oferecer acesso à HBO Max aos assinantes da HBO via Dish sem custo extra.

### América Latina e Caribe
O HBO Max foi lançado em 29 de junho de 2021, nos 39 territórios da América Latina e Caribe, onde a HBO já operava diretamente seu serviço de streaming HBO Go e canais de televisão premium. O lançamento o HBO Max no Brasil chegou com uma promoção de 50% em todos os tipos de modalidade, tanto na opção Mobile quanto na Multitelas. O desconto foi um grande atrativo para a chegada de novos assinantes e muitos usuários aproveitaram esse período. Em Janeiro de 2024, foi anunciado que a mudança de nome do serviço para Max também seria feita na América Latina e no Caribe, chegando no dia 27 de Fevereiro de 2024

### Europa

#### Países nórdicos e Espanha
Em 15 de agosto de 2012, a HBO anunciou planos para lançar a HBO Nordic, um serviço de distribuição de vídeo multiplataforma que atende a Noruega, Dinamarca, Suécia e Finlândia, criado por meio de uma joint venture com a Parsifal International. O serviço de vídeo sob demanda foi lançado em dezembro de 2012. A programação da HBO também vai ao ar na Islândia em Stöð 2. Na Espanha, os programas da HBO eram transmitidos anteriormente no serviço de televisão paga Canal+, desde 2011. Em 2016, durante a descontinuação da marca Canal+ na Espanha, a HBO lançou um serviço de streaming autônomo chamado HBO España, que é o equivalente espanhol do HBO Now e HBO Nordic. A HBO Europe havia anunciado em várias ocasiões que não estava ciente de que substituiria seu serviço atual pelo HBO Max, nem suas taxas seriam aumentadas. No entanto, em dezembro de 2020, o chefe da HBO Max, Andy Forssell, revelou que todos os serviços da HBO na Europa, incluindo HBO España e HBO Nordic, seriam substituídos pela HBO Max. Em 26 de outubro de 2021, o HBO Max foi lançado nos países nórdicos (excluindo a Islândia) e na Espanha.

#### Europa Central e Oriental e Portugal
Na década de 2010, a HBO Europe lançou o serviço de streaming HBO Go em 13 países da Europa Central e Oriental. Os programas da HBO em Portugal eram transmitidos anteriormente no canal de televisão premium TVSéries a partir dos serviços da TVCine, desde 2015. Em 2019, menos de um ano antes da descontinuação da TVSeries, a HBO Europe lançou um serviço de streaming autônomo chamado HBO Portugal. À semelhança dos países nórdicos e da Espanha, o HBO Max foi lançado em Portugal e na Europa Central e Oriental em 8 de março de 2022, substituindo o HBO Go e o HBO Portugal.

### Ásia

#### Sudeste Asiático e Índia
Em junho de 2021, a WarnerMedia nomeou um diretor administrativo para o lançamento do HBO Max em oito territórios no sudeste da Ásia e a exploração das possibilidades de lançamento do HBO Max no mercado indiano. Em setembro, a HBO Max reafirmou seus planos de lançamento no Sudeste Asiático quando a WarnerMedia abriu seu hub asiático.

#### Japão
No Japão, a empresa U-Next chegou a um acordo para levar os programas originais da HBO e HBO Max no Japão a partir de abril de 2021. Isso substituiu um acordo anterior entre a HBO e a Amazon Prime Video Japan.

## Lançamento
| Data de lançamento    | País / Território        |
| --------------------- | ------------------------ |
| 27 de maio de 2020    | Estados Unidos           |
| 27 de maio de 2020    | Porto Rico               |
| 27 de maio de 2020    | Samoa Americana          |
| 27 de maio de 2020    | Guam                     |
| 27 de maio de 2020    | Marianas Setentrionais   |
| 27 de maio de 2020    | Ilhas Virgens Americanas |
| 29 de junho de 2021   | Anguila                  |
| 29 de junho de 2021   | Antígua e Barbuda        |
| 29 de junho de 2021   | Argentina                |
| 29 de junho de 2021   | Aruba                    |
| 29 de junho de 2021   | Bahamas                  |
| 29 de junho de 2021   | Barbados                 |
| 29 de junho de 2021   | Belize                   |
| 29 de junho de 2021   | Bolívia                  |
| 29 de junho de 2021   | Brasil                   |
| 29 de junho de 2021   | Ilhas Virgens Britânicas |
| 29 de junho de 2021   | Ilhas Caimã              |
| 29 de junho de 2021   | Chile                    |
| 29 de junho de 2021   | Colômbia                 |
| 29 de junho de 2021   | Costa Rica               |
| 29 de junho de 2021   | Curaçau                  |
| 29 de junho de 2021   | Dominica                 |
| 29 de junho de 2021   | República Dominicana     |
| 29 de junho de 2021   | Equador                  |
| 29 de junho de 2021   | El Salvador              |
| 29 de junho de 2021   | Granada                  |
| 29 de junho de 2021   | Guatemala                |
| 29 de junho de 2021   | Guiana                   |
| 29 de junho de 2021   | Haiti                    |
| 29 de junho de 2021   | Honduras                 |
| 29 de junho de 2021   | Jamaica                  |
| 29 de junho de 2021   | México                   |
| 29 de junho de 2021   | Monserrate               |
| 29 de junho de 2021   | Nicarágua                |
| 29 de junho de 2021   | Panamá                   |
| 29 de junho de 2021   | Paraguai                 |
| 29 de junho de 2021   | Peru                     |
| 29 de junho de 2021   | São Cristóvão e Neves    |
| 29 de junho de 2021   | Santa Lúcia              |
| 29 de junho de 2021   | São Vicente e Granadinas |
| 29 de junho de 2021   | Suriname                 |
| 29 de junho de 2021   | Trinidad e Tobago        |
| 29 de junho de 2021   | Turcas e Caicos          |
| 29 de junho de 2021   | Uruguai                  |
| 29 de junho de 2021   | Venezuela                |
| 26 de outubro de 2021 | Andorra                  |
| 26 de outubro de 2021 | Dinamarca                |
| 26 de outubro de 2021 | Espanha                  |
| 26 de outubro de 2021 | Finlândia                |
| 26 de outubro de 2021 | Noruega                  |
| 26 de outubro de 2021 | Suécia                   |
| 8 de março de 2022    | Bósnia e Herzegovina     |
| 8 de março de 2022    | Bulgária                 |
| 8 de março de 2022    | Croácia                  |
| 8 de março de 2022    | Chéquia                  |
| 8 de março de 2022    | Hungria                  |
| 8 de março de 2022    | Montenegro               |
| 8 de março de 2022    | Macedônia do Norte       |
| 8 de março de 2022    | Polónia                  |
| 8 de março de 2022    | Portugal                 |
| 8 de março de 2022    | Roménia                  |
| 8 de março de 2022    | Sérvia                   |
| 8 de março de 2022    | Eslováquia               |
| 8 de março de 2022    | Eslovênia                |
| TBA                   | Estónia                  |
| TBA                   | Letónia                  |
| TBA                   | Lituânia                 |
| TBA                   | Hong Kong                |
| TBA                   | Macau                    |
| TBA                   | Bangladesh               |
| TBA                   | Brunei                   |
| TBA                   | Camboja                  |
| TBA                   | Índia                    |
| TBA                   | Indonésia                |
| TBA                   | Malásia                  |
| TBA                   | Maldivas                 |
| TBA                   | Myanmar                  |
| TBA                   | Nepal                    |
| TBA                   | Paquistão                |
| TBA                   | Filipinas                |
| TBA                   | Singapura                |
| TBA                   | Sri Lanka                |
| TBA                   | Taiwan                   |
| TBA                   | Tailândia                |
| TBA                   | Vietname                 |

## Direitos de transmissão no Brasil

### Futebol
- UEFA Champions League
- UEFA Super Cup
- Campeonato Paulista